# アンネ＝アリシア・ファウベル
アリシア リゼット ファウベル デ コレア (Alicia Lisette Faubel de Correa、1997年1月9日 - ) は、スペインのモデル兼女優で、ミス ユニバース スペイン 2022 コンテストの優勝者。彼女はミス・ユニバース2022でスペイン代表だった。
彼女は2019年5月28日にアメリカ合衆国で公開されたスティーヴン・セガール主演のアクション映画『沈黙の終焉』でアリシア・ディサントを演じた。